# Cataratas Mil Pies
Las Cataratas Mil Pies (o bien 1000 pies, en inglés: Thousand Foot Falls o 1000 ft Falls) es una cascada y un monumento natural en el país centroamericano de Belice. Se encuentra rodeada por la reserva forestal establecida de 2004 y conocida como Mountain Pine Ridge Forest Reserve, que administrativamente se encuentra en el distrito de Cayo, una de las divisiones de Belice.